# Марченко, Михаил Николаевич
Михаи́л Никола́евич Ма́рченко (11 августа 1940, станица Воронежская, Краснодарский край — 2 июля 2021) — советский и российский учёный-правовед, доктор юридических наук, профессор, заслуженный деятель науки Российской Федерации (2002). С 1985 года заведующий кафедрой теории государства и права и политологии юридического факультета Московского государственного университета имени М. В. Ломоносова, а также заведующий кафедрой государственно-правовых дисциплин юридического факультета Московского государственного областного университета. Индекс Хирша — 35.
М. Н. Марченко — советник Председателя Конституционного Суда РФ, почётный президент Ассоциации юридических вузов России. Принимал участие в работе правовых комиссий при Совете Федерации Федерального Собрания РФ.

## Биография
После окончания средней школы работал на Краснодарском заводе «Стройдеталь» (1957—1959), служил в рядах Советской армии в Закавказском военном округе (1959—1962).
В 1967 году окончил юридический факультет МГУ и поступил в аспирантуру. В 1969—1970 годах проходил стажировку в Великобритании (Оксфорд, Кент, Лондонская школа экономики). В 1971 году окончил аспирантуру по кафедре теории государства и права.
В 1971 году защитил в МГУ кандидатскую диссертацию по теме: «Политическая организация советского общества и её буржуазные „критики“», после чего на юридическом факультете занимал должности: ассистента (1972—1975), старшего преподавателя (1975—1976), доцента (1977—1982).
В 1981 году защитил в МГУ докторскую диссертацию «Политическая система современного буржуазного общества: Политико-правовое исследование». С 1982 года — профессор, с 1985 года и по настоящее время — заведующий кафедрой теории государства и права и политологии юридического факультета МГУ.
В 1982—1992 годах являлся деканом юридического факультета МГУ. В 1992—1996 годах занимал также должности проректора по учебной работе, заместителя председателя Учёного совета МГУ.
Помимо преподавания в российских вузах, профессор М. Н. Марченко выступал с лекциями в ряде университетов США, в Сиднейском университете (Австралия), в Шанхайском университете (КНР), в университете Васэда (Япония), а также в вузах ряда других стран.
Являлся председателем Совета по защите кандидатских и докторских диссертаций, членом редакционных коллегий и советов научных журналов «Государство и право», «Известия высших учебных заведений. Правоведение»,"Вестник Московского университета" (Серия 11. Право.), «Журнал российского права».
Умер 2 июля 2021 года в возрасте 80 лет.

## Научная деятельность
Основные направления исследований М. Н. Марченко — теоретико-правовые проблемы государства и права, сравнительного правоведения, политологии.
Автор более 300 научных работ, среди которых 18 монографий, учебники, учебные пособия по теории государства и права, федерализму, разделению властей, сравнительному правоведению и политологии.
В 1997 году им был опубликован авторский учебник «Теория государства и права» (второе издание в 2002 году), в 1998 году при его непосредственном участии и под его редакцией был подготовлен двухтомный академический курс «Общая теория государства и права» (второе издание в 2001 году).
В 2000 году профессор М. Н. Марченко подготовил и издал учебник «Сравнительное правоведение», в 2001 году — монографию «Правовые системы современного мира», в 2003 — учебник «Проблемы теории государства и права», в 2005 — «Источники права», в 2006 — «Судебное правотворчество и судейское право. (Сравнительное исследование)».

### Основные работы
- «Очерки теории политической системы современного буржуазного общества» (1985)
- «Буржуазные политические партии. Социально-философский анализ» (1987; в соавт.)
- «Демократия в СССР: факты и домыслы» (1988; в соавт.)
- «Политические теории и политическая практика в развитых капиталистических странах» (1992)
- «Политология. Курс лекций» (1993; 4-е изд. 2003; редактор)
- Марченко, М. Н. Основы государства и права : учебник [печатный текст] / Марченко, Михаил Николаевич, Автор; Дерябина, Елена Михайловна, Автор. — М.: Проспект, 2008. — 360 с; 22 см.- Библиография в подстрочных в примечаниях.- 10000 экземпляров . — ISBN 978-5-482-01838-5 : 185 р.

## Награды
- Орден Дружбы народов (1980)[3]
- Лауреат премии имени М. В. Ломоносова II степени (1985) — за цикл работ «Политическая система современного буржуазного общества»
- Заслуженный деятель науки Российской Федерации (2002[4]).